# Jodle Birge
Birge Lønquist Hansen – bedre kendt som Jodle Birge – (født 6. november 1945 i Sebbersund, død 27. august 2004 i Oue) var en dansk sanger og komponist. Hans mest berømte numre er Rigtige venner (tekst og musik af Håkon Banken (no) og Tre hvide duer.
Jodle Birge var en usædvanlig og folkekær kunstner, der solgte over to millioner cd'er med sin sang og musik. Vejen til populariteten var ikke nem. Den glade jodler mødte i begyndelsen af sin karriere modvilje fra den etablerede underholdningsbranche, selv om han hurtigt blev populær i den brede befolkning. Han kom så vidt som til at synge country på Wembley i London, på Grand Ole Opry i Nashville og på Hawaii, men han befandt sig bedst på mindre spillesteder eller på handicapfestivals med sine trofaste fans.

## Biografi

### Sebbersund
Birge Lønquist blev født 6. november 1945 som søn af Erna og Erik Lønquist i Sebbersund, hvor han voksede op sammen med sin søster Elin. Musikken fik han ind med modermælken, idet hans far og en god ven i fritiden spillede harmonika på gader og stræder for at strække økonomien. I 1960 fik Birge en læreplads som tarmrenser på andelsslagteriet i Nibe. Han arbejdede i mange år inden for faget indtil hans musikkarriere tog så meget af tiden, at han måtte sige farvel til kollegaerne på slagteriet.

### Frederikshavn
Birge Lønquist blev gift med Inge Lise 23. april 1966, hvorefter de flyttede til Frederikshavn. Birge havde fået job på slagteriet i Sæby. Her blev han medlem af Carstens Trio, som fik lov at øve på Kirkholt Kro mellem Frederikshavn og Brønderslev. Rygtet spredtes om den nye trio, og de begyndte at spille for 7 kr. pr. solgt entrébillet. Repertoiret var udelukkende Dansktoppen med Lille sommerfugl som den mest populære. Men Birge havde hørt en plade med Frank Ifield, som jodlede. Han syntes det lød interessant, så han begyndte at synge sange med jodlen ind imellem og bemærkede, at bifaldet var ekstra stort når han havde sunget Hun lærte mig at jodle.

### København
I 1970 flyttede den unge familie til København til et vellønnet job i Kødbyen. Her fandt Birge sammen med den sydsjællandske musiker Hagen Hagensen. For at få jobs stillede de op til utallige amatørkonkurrencer, hvor de ofte vandt 2. pladsen, og det var et velkomment supplement til husholdningen. Birge tog jodlen på repertoiret og det blev meget populært. Uden at vide det tog Birge en gammel Københavnertradition fra 1800-tallet op. Han blev sanger i bandet Starlight, som han mødte ved en amatørkonkurrence. De havde en række arrangementer med fredags- og lørdagsballer på kroer og i forsamlingshuse overalt på Sjælland.

### Hobro
Nogle år senere flyttede familien til Oue 14 km. øst for Hobro, hvor et job som tarmrensermester på slagteriet ventede. Birge fik atter kontakt med Carstens Trio, som hurtigt blev til en kvartet. De spillede til kroballer, men havde også en del jobs ved private fester med lokale pianister, bl.a. Peter Buus. I den periode blev han kontaktet af Erik Nielsen fra Tewa Musik, Farsø, om at indspille musikbånd. I 1971 indspillede Birge med bassisten Steen Kjærsgaard og trommeslager Hans Maansen båndet Party på Fjordens perle med 11 numre. Båndene blev ret populære og gav mange jobs til Birge og hans orkester, som i mellemtiden fik navnet Tewana. Herefter gik karrieren slag i slag efterhånden som Birge fik samarbejde med professionelle impresarioer og pladeproducenter.

## Museum
Fra 1992 til 2001 var der på Hotel Julsø ved Himmelbjerget indrettet et museum for Jodle Birge. Et nyt og større museum blev 22. juli 2005 åbnet i en sidelænge til Rold Gammel Kro.

## Død
Birge Lønquist Hansen døde som følgerne af en hjernesvulst, som han fik diagnose på og blev opereret for i 2003.